# North Chicago
North Chicago és una ciutat dels Estats Units a l'estat d'Illinois. Segons el cens del 2000 tenia 35.918 habitants.

## Demografia
Segons el cens del 2000, North Chicago tenia 35.918 habitants, 7.661 habitatges, i 5.577 famílies. La densitat de població era de 1.771,1 habitants/km².
Dels 7.661 habitatges en un 46,3% hi vivien nens de menys de 18 anys, en un 48,5% hi vivien parelles casades, en un 18,9% dones solteres, i en un 27,2% no eren unitats familiars. En el 21,8% dels habitatges hi vivien persones soles el 6% de les quals corresponia a persones de 65 anys o més que vivien soles. El nombre mitjà de persones vivint en cada habitatge era de 3,09 i el nombre mitjà de persones que vivien en cada família era de 3,64.
Per edats la població es repartia de la següent manera: un 24,1% tenia menys de 18 anys, un 34,7% entre 18 i 24, un 27,5% entre 25 i 44, un 9,2% de 45 a 60 i un 4,6% 65 anys o més.
L'edat mediana era de 22 anys. Per cada 100 dones de 18 o més anys hi havia 176,3 homes.
La renda mediana per habitatge era de 38.180 $ i la renda mediana per família de 40.485 $. Els homes tenien una renda mediana de 24.480 $ mentre que les dones 23.736 $. La renda per capita de la població era de 14.564 $. Aproximadament el 12% de les famílies i el 15,1% de la població estaven per davall del llindar de pobresa.

## Poblacions properes
El següent diagrama mostra les poblacions més properes.